# Haftarà
La haftarà és una sèrie de seleccions dels llibres de Neviïm ("Profetes") de la Bíblia Hebrea o (Tanakh) que es llegeixen públicament a la sinagoga, com a part de la pràctica religiosa del judaisme.